# Danijel Cesarec
Danijel Cesarec (* 8. ledna 1983) je bývalý chorvatský fotbalový útočník, naposledy hrající za chorvatský klub NK Slaven Belupo. Na klubové úrovni působil mimo Chorvatsko v České republice, Řecku a Izraeli.
V letech 2002–2003 si připsal 3 starty za chorvatskou reprezentaci do 21 let.